# Неформальная экономика
 Запрещены бордели и сутенёрство
 Проституция запрещена
 Нет данных
Неформа́льная эконо́мика — сектор экономики, область человеческой деятельности, направленной на получение выгоды, основное регулирование в которой происходит при помощи доминирующих неформальных норм, может быть определена как вся экономическая деятельность, по разным причинам (неденежный оборот, высокие налоги, законодательные запреты и т. д.) не учитываемая официальной статистикой и не входящая в ВВП.
Сам термин является примером «негативного» определения, то есть определения от противного, среди экономистов нет согласия по поводу того, что считать неформальной экономикой.
Можно ли считать какую-то деятельность с экономической мотивацией элементом неформальной экономики определяется, прежде всего, законами. При этом социальные нормы и мораль не являются определяющими: например, воровство и грабёж являются элементами неформальной экономики, а конфискация — нет.

## Определение
Неформальная экономика в широком смысле тождественна ненаблюдаемой, в неё подмножествами входят нерегулярная, «серая» и теневая экономики а также многие другие.
Неформальная экономика может определяться как совокупность отношений, присущая всей экономике в целом, или — в рамках экономико-социологического подхода — как особая стратегия (логика) экономических агентов, способ заработать на удовлетворении спроса людей, вне зависимости от легальности осуществляемых действий, и, с другой стороны, возможность субъектов экономики преследовать свои цели в более приемлемых для них условиях, чем те, которые существуют в рамках законов.
Кроме подобного широкого смысла «неформальная экономика» определяется как «серая» экономика: деятельность с целью получения выгоды, когда доходы и способы их получения остаются за рамками управления государственными институтами, в то время как схожие виды деятельности ими регулируются. «Серая» экономика — это скрываемая деятельность, которая могла бы быть показана, но тем, кто её осуществляет, представляется более выгодным избегать лишнего внимания контролирующих органов. В это более узкое определение входят легальные виды деятельности теневой экономики (исключая криминальные её виды, см. чёрный рынок) и не входит социальная экономика (в том числе домашняя, общинная и моральная), которая с трудом поддаётся учёту, даже если её не стараются скрыть.
В нормативных документах Росстата РФ неформальная экономическая деятельность определена более узко, фактически, как домашняя или общинная экономика: как деятельность, осуществляемая в основном на законных основаниях индивидуальными производителями или некорпорированными предприятиями, производящими продукты частично или полностью для собственного потребления.

## История явления и понятия
Попытки государства регулировать деятельность людей возникли не позднее, чем в Шумере. До сих пор ни одна из таких попыток регулирования не была осуществлена полностью и до конца, так как в любых обществах есть люди, стремящиеся избежать регулирования.
Когда формальное регулирование ещё не появилось, деятельность в рамках неформальных норм уже существовала, и первым её названием в рамках экономической теории было «традиционная экономика». Новое название появилось потому, что в новых условиях изменилось содержание деятельности, да и использовалось старое название в теориях, которые не объясняли существование и рост подобной экономики в условиях развитой экономики.

В 60-х годах одна из теорий модернизации (девелопментализм) предсказывала, что традиционный сектор экономики в развивающихся странах исчезнет в результате экономического прогресса, когда устаревшие традиционные формы организации труда будут вытеснены более прогрессивными и более эффективными новыми формами. Этого не происходило, более того, такая деятельность даже расширялась, и экономисты начали более подробное изучение этого сектора. Обнаружилось, что он не только не сокращается, но даже вбирает и осваивает новые технологии, будучи более конкурентоспособным в некоторых видах деятельности. 
 Термин «неформальная экономика» (англ. informal economy) по отношению к подобной деятельности был введён английским антропологом Кейтом Хартом, когда он проводил исследования по заказу Международной организации труда в 1971 в Гане и в 1972 в Кении, которые показали, что значительная часть горожан, занятая в малом и среднем бизнесе, практически не связана с официальной государственной экономикой. Он показал, что неформальная деятельность следует рыночной логике, хотя и существует ряд её существенных отличий от деятельности в рамках формальной экономики.
Огромное влияние на дальнейшие исследования неформальной экономики оказала книга перуанского экономиста Эрнандо де Сото «Другой путь» Архивная копия от 22 мая 2009 на Wayback Machine. Де Сото показал, как действия правительства его страны вынуждали население игнорировать законы, мешающие людям просто жить и удовлетворять свои потребности. Действия правительства по контролю за исполнением таких законов вынуждали людей заниматься непроизводительной деятельностью: политизированной борьбой с государством, приведшей к легализации многих незаконных видов деятельности и прав собственности, что не изменило общей картины, так как появились как новые нелегалы, так и новые нелегальные виды деятельности.
Критикуя действия правительства, де Сото показал, что экономическая система Перу (и многих других развивающихся стран) может быть охарактеризована не как рыночная экономика, а как меркантилизм. Эта книга во многом переложила ответственность за существование неформальной экономики с неразвитости местных жителей на неразвитость государственных и социальных институтов в обществе. Также значительное влияние на развитие понятия неформальной экономики оказали Рональд Коуз с «Теорией прав собственности» и Беккер с книгой «Преступление и наказание: экономический подход».
Термин неформальная экономика связывали с развивающимися странами, где около половины населения могут работать вне системы налогообложения, но, как стало понятно, все экономические системы содержат её в той или иной мере. В конце семидесятых годов в США появляется ряд статей, осветивших для исследователей проблему неформальной экономики уже в развитых странах, в частности в США (Гутман, 1977; Файг, 1979) и СССР (1977, Гроссман; Каценелинбойген). Такую экономику стали называть теневой, подпольной, нелегальной, подчёркивая не её неформальный характер, а скрытость от контролирующих органов, так как в развитых странах наличествует более устоявшаяся система государственных и социальных институтов, и государство имеет больше возможностей регулировать экономическую активность граждан.

## Причины существования
Происхождение неформальной экономики неразрывно связано с традиционализмом. С 1970-х годов рост неформальной экономики наблюдается в большинстве не только развивающихся, но и развитых стран Эта тенденция в первую очередь связана со стремлением государства расширить и углубить правовой контроль за различными областями деятельности людей. Однако она может стимулироваться и медлительностью государства при регулировании экономики в условиях быстро меняющейся рыночной ситуации или при монополизации транснациональными корпорациями целых рынков сбыта товаров и услуг.

Внелегальная экономика есть стихийная и творческая реакция народа на неспособность государства удовлетворять основные потребности обнищавших масс(Эрнандо де Сото)
Индивиды ищут приемлемые формы адаптации на основе ранее сформированного опыта, морально-этический базис и конкретные навыки ведения хозяйства могут передаваться из поколения в поколение невзирая на текущее законодательство, поэтому принятие законов без осуществления реально влияющих на поведение людей мероприятий является практически бесполезным. Люди, признаваясь в незнании законов, негативно характеризуют их или контроль за их исполнением для того, чтобы оправдать подобную деятельность в собственном сознании.
Бедность является одновременно следствием и причиной существования неформальной экономики, так как бедные граждане заинтересованны в получении хоть каких-то доходов, при этом законность способа получения отходит на второй план перед необходимостью выживать, по системе Д для этого требуется сообразительность. Люди из некоторых социальных групп могут практически не иметь шансов на легальное трудоустройство. В некоторых случаях бездомные сами стремятся попасть в тюрьму. Для бедных слоёв населения потери времени, связанные с заключением под стражу, не так страшны, как штрафы, для богатых, соответственно, более страшны потери времени, чем штрафы.
Потребности безграничны, сила же принуждения государства ограничена, как ограничены его ресурсы, это приводит к невозможности установления законности в случаях, когда в государстве действуют явно невыгодные обществу законы, при этом люди идут на правонарушения даже под страхом смертной казни. Из моделей экономики преступления и наказания следует, что чем больше прибыли может принести правонарушение, тем больше средств необходимо будет потратить на его сдерживание, или тем более жестокие законы необходимо будет установить. Коррупция законотворческих органов приводит к принятию законов без балансирования интересов личности, общества и государства.
Доверие экономических агентов друг к другу как важный элемент неформальных связей крайне важно для существования неформальной экономики. По теории общественного договора Руссо государство должно выступать как агент-гарант и обеспечивать граждан общественными благами, однако при приватизации его функций и правомочий теневыми структурами оно эти функции утрачивает, что приводит к потере доверия к государству и праву как к гаранту соблюдения правил.
Устройство государства и законов, на которых оно основано — несовершенно. Толкование права — непрекращающийся процесс, не в последнюю очередь потому, что для написания законов используется естественный язык со всем его многообразием смыслов. Несовершенство законов обусловлено, в том числе тем, что для государственных органов могут быть непонятны или неизвестны общественные обычаи делового оборота, так и для широких слоёв общества может быть непонятен механизм участия в принятии законов.
В некоторых случаях принятие закона осуществляется не для того, чтобы закрепить некий образ действий или решить имеющуюся у общества проблему, а для получения конкретными людьми или группами материальной или политической выгоды.

## Типология
До сих пор не выработано однозначной и общеупотребимой терминологии и классификации разных форм ненаблюдаемой деятельности. Это связано в первую очередь с многогранностью явления неформальной экономики, с тем, что данное явление изучают представители разных наук (антропологии, права, психологии, социологии, криминологии, экономики разных направлений и др.) из разных стран, с отличающимися законами. Сам характер данной деятельности таков, что по нему сложно получить полные и подтверждаемые данные. Точно определить входящие в неформальную экономику виды деятельности невозможно ещё потому, что её состав может практически мгновенно меняться в результате изменения законов.
| [ 32 ]         | Права другого хозяйствующего субъекта       | Права другого хозяйствующего субъекта |
| Законность     | Нарушены                                    | Не нарушены                           |
| Закон нарушен  | Нелегальная криминальная «чёрная» экономика | Неформальная «серая» экономика        |
| Закон соблюдён | Внелегальная «розовая» экономика            | Легальная «белая» экономика           |

К внелегальной «розовой» экономике относятся, например, финансовые пирамиды.
| Законность формы деятельности                      | Законность формы деятельности | Соблюдение фискальных правил | Соблюдение фискальных правил |
| Общинная и домашняя экономики                      | +                             | +                            | Официальная экономика        |
| Неформальная экономика                             | +                             | -                            | Теневая экономика            |
| Нелегальная экономика                              | -                             | -                            | Фиктивная экономика          |
| (меньше) →связь→с→официальной→экономикой→ (больше) |                               |                              |                              |

Фиктивная экономика — незаконная деятельность занятых в официальной экономике агентов, связанная со скрытым перераспределением легальных доходов. Подобной деятельностью могут заниматься люди из руководящего персонала, поэтому эту разновидность скрываемой экономической деятельности называют также «беловоротничковой», и сильно зависит от официальной экономики. Включает в себя широкий круг деятельности, включая коррупцию, уклонение от налогов, ложные банкротства, промышленный шпионаж и зачастую наносит государству, корпорациям и обществу больший урон, чем другие виды скрываемой деятельности.
На вышеприведённом рисунке формальная экономика составлена из двух секторов: рыночной экономики свободного предпринимательства и перераспределительной экономики государственного регулирования. Нерегулярная экономика — работа «на стороне», социальная — сектор экономической деятельности, не использующей деньги как средство обмена, в нём используется «социальный капитал» — принимаемые индивидами обязательства.

## Зависимость от экономической ситуации

### Развивающиеся страны
В экономике излишне бюрократизированных и коррупционных развивающихся стран неформальная экономика заменяет собой экономику официальную, позволяя людям выживать и работать. При этом в большинстве развивающихся стран производство наркотиков с последующим их экспортом (и прочая деструктивная деятельность) занимает в общем объёме неформальной экономики сравнительно небольшую долю, хотя из этого правила имеются и исключения: по данным ЦРУ, 80—90 % потребляемого в Европе героина делается из производимого Афганистаном сырья. При этом несомненно, что часть доходов от этого идёт на финансирование военных действий, которые с одной стороны интерпретируются как терроризм, а с другой как борьба за свободу.
Чрезвычайно показателен в данном случае пример деколонизации Африки, которая в конечном итоге привела к увеличению сектора неформальной экономики, особенно в Западной Африке. Сам факт деколонизации по-разному оценивается экспертами в зависимости от политических взглядов, но её последствия, связанные с резким разрывом экономических связей и демонтажом работающих общественных институтов в условиях отсутствия национальных кадров управленцев, оказались зачастую фатальными. Исчезнувшие в один момент общественные институты нанесли серьёзный урон экономике стран Африки. Экономика Южной Африки в целом и к началу нового тысячелетия не достигла уровня, предшествующего деколонизации в 60-х годах.
В развивающихся странах наибольшая доля неформальной экономики сконцентрирована в таких отраслях, как строительство, производство одежды, розничная торговля.

### Страны с переходной экономикой
При переходе к другой экономической системе во время распада СССР неформальные отношения позволили многим предприятиям продолжить своё функционирование, произошла переориентация неформального сектора с обеспечения населения дефицитной продукцией (в основном перераспределительная деятельность) на реализацию более дешёвой, распространённой, и зачастую менее качественной продукции, при этом старый неформальный сектор практически растворился в торговой деятельности. Контроль государства в странах с переходной экономикой гораздо более существенен, чем в странах развивающихся, и основную составляющую неформальной экономики составляют операции, скрываемые зарегистрированными фирмами от государства.
Если рассчитывать уровень налогового бремени как средневзвешенный для «белого» и «теневого» секторов экономики, то снижение ставок налогов может привести к повышению среднего налогового бремени за счёт уменьшения «теневого» сектора и увеличения собираемости налогов. В 2004—2005 в России доля теневого сектора снизилась примерно на 6,2 % из-за введения упрощённой системы налогообложения.

### Развитые страны
Развитые страны — это государства с развитой рыночной экономикой, многолетними традициями существования рыночных институтов и стабильной политической системой с относительно высокими уровнями доходов населения и индустриализацией. Последнее время доля теневой экономики в развитых странах возрастает, что связывают с увеличением контроля со стороны государства.
В 60-е годы на фоне демонтажа колониальной системы продолжался процесс глобализации экономики развитых стран, недостаток неквалифицированной рабочей силы во многих из них был решён за счёт миграции из стран третьего мира. Данный процесс в значительной мере способствовал увеличению неформальной экономики в развитых странах, так как менее обеспеченные мигранты легче включаются в неформальную экономику.
Велика доля неформальной экономики в сфере услуг, это связано как с тем, что основной капитал занятых в неформальном секторе — человеческий, так и с лёгкостью избежания налогообложения при непосредственном контакте с заказчиком.
Высокий уровень доходов населения развитых стран позволяет удовлетворять потребность в таких нелегальных предметах роскоши, как наркотики с высокой стоимостью (например, колумбийского или перуанского кокаина), но эти расходы составляют небольшую часть среди расходов на бытовые услуги, строительство и ремонт. На 1997 год оборот наркорынка в мировой торговле составлял 8 %.

## Методы оценки
В качестве прямых методов оценки возможно использование данных социологических опросов, например, о занятости в неформальном секторе. Существует также большое количество аналитических методов оценки масштабов скрываемой экономики. Метод диспропорций позволяет установить вероятное наличие и примерный размер неформального сектора за счёт разных методик подсчёта одного и того же показателя — например, ВНП отдельно по доходам и по расходам.
Обычно неформальная экономика в полном масштабе прямо не наблюдается, её размеры оцениваются косвенно следующими методами:
- По затратам электроэнергии. Затраты электроэнергии крайне сложно скрыть, поэтому, ориентируясь на динамику затрат электроэнергии и сравнивая её с динамикой производства можно выявить наличие неформального производства. Неприменим для огромного количества услуг, электроэнергии не требующих. При доминирующей доле энергоёмких производств в легальной сфере и относительно малой доле энергопотребления в неформальной экономике даёт большой разброс получаемых оценок.
- По спросу на наличные деньги. В неформальной экономике практически нет безналичных переводов — платежи осуществляются наличными или бартером, поэтому чем больше в экономике необходимы наличные деньги, тем, при прочих равных, больше неформальный сектор экономики.

В рамках монетарного метода оценки по спросу на наличные деньги принимаются положения о том, что
- в неформальной экономике рассчитываются наличными деньгами, так как платёжные документы могут являться доказательствами в суде,
- в формальной и неформальной экономике одной страны скорость обращения денег примерно равна,
- в течение определённого периода времени соотношение денежных агрегатов в официальной экономике остаётся неизменным
- существует необходимый для сравнения период времени, когда неформальной экономики практически не было и ею можно было пренебречь.

Очевидна оспариваемость данного метода, так как
- в неформальной экономике используются бартерные расчёты, другие средства платежа, например бумаги на предъявителя,
- нет обоснования того, что соотношение денежных агрегатов в экономике остаётся неизменным,
- есть основания полагать что в неформальной экономике с её прямой связью потребителя и производителя скорость обращения денег меньше,
- корректность выделения и сравнения с базовым периодом не учитывает множества как социально-экономических так и исторически-политических факторов.

Тем не менее данный метод используется (анализ объёма денежных операций, метод Гунтманна, Файга), и даже развивается с применением корреляционно-регрессионных моделей, учитывающих доходы, налоги, процентные ставки и собственно функционирование неформального сектора.
Косвенные методы дают, как правило, завышенную оценку, прямые методы, наоборот, дают заниженную оценку, предположительно потому что при прямом анализе индивиды склонны скрывать своё участие в неформальной экономике доступными им методами, а при косвенном на оценку влияет множество не поддающихся коррекции факторов.
Хотя встречаются оценки теневой экономики с точностью до долей процентов, но при этом различные даже комбинирование различных подходов оценки доли неформальной экономики явно не позволяет добиваться настолько точных результатов: например оценки доли неформальной экономики в США 1977—1978гг варьировались от 4,4 % — 10 % до трети всего объёма экономики. Это связано с использованием косвенных методов изучения неформальной экономики, прямой сбор информации о которой в большинстве случаев неэффективен.
Трудности сбора информации для анализа неформальной экономики могут быть связаны, например, с трудностью достоверного разделения определённых экономических явлений на формальные и неформальные. Так, в 1990-е годы в условиях переходной экономики в России был крайне распространён бартер как вид отношений, при этом зачастую бартер маскировал понятие, которое в уголовном законодательстве именуется как коммерческий подкуп: формально одна партия товара обменивалась на другую партию товара, на самом же деле параллельно сторона, которая больше была заинтересована в осуществлении данной сделки, платила другой.

## Практические виды, специфика и меры борьбы
Среди нелегальных, но прибыльных видов деятельности есть такие, как
- кражи, грабёж, разбой;
- коррупция — нарушение должностных полномочий в корыстных целях;
- отмывание денег — придание незаконно полученным средствам видимости легальности, в том числе посредством «обналички»;
- контрабанда — нарушение таможенных норм;
- браконьерство — нарушение правил охоты, рыбной ловли и рубки леса;
- производство поддельной (контрафактной) или не учитываемой в отчётах продукции;
- «теневая наука» — разработка новых синтетических наркотиков, программ для взлома банковских систем и информационного мошенничества[46]
- наём нелегальных мигрантов

Среди видов деятельности, которые часто запрещаются, есть такие, как
- рейдерство
- азартные игры
- проституция, распространение порнографии
- некоторые медицинские услуги (аборт, эвтаназия)
- распространение психоактивных веществ[47]
- и другие,

спрос на которые толкает людей на нарушение законов.
Чем выше доходность отрасли и чем сильнее она регулируется, тем, при прочих равных, в ней будет больше доля неформальной экономики. Последнее время широкое распространение получили криптовалюты, например Bitcoin.

### Незаконная торговля
Иногда запретительные меры приводят к обратному эффекту. В качестве примера часто приводят рост цен и объёмов торговли «чёрным деревом» (чернокожими рабами) во времена, когда рабство в США было разрешено, а ввоз рабов из Африки — запрещён; также приводят в пример ситуацию с запрещением наркотиков, значительный рост потребления которых произошёл именно после их запрещения. Экономический механизм при этом достаточно схож: первоначально запрет создаёт дефицит, из-за дефицита цены повышаются до уровня, компенсирующего возросший риск, возможность получить сверхвысокие прибыли стимулирует предложение, возросшая величина которого, в свою очередь, стимулирует спрос.
Из-за неэластичности спроса на наркотики и алкоголь со стороны привыкших к ним потребителей запретительные меры зачастую оказываются малоэффективными, так как потребители готовы компенсировать риски производителей и распространителей. Одни исследователи «экономики наркотиков» в рамках экономики преступления и наказания утверждают, что усиление запретительных мер оправдано, другие — что необходимо полностью легализовать данную сферу, третьи — что медицинская легализация с сохранением контроля может декриминализовать данную сферу без негативных последствий.

### Нарушениеавторских прав
В некоторых случаях запретительные меры сложно ввести из-за технических ограничений. Приобретение легальных версий проприетарного программного обеспечения, защищённых от распространения авторским правом фильмов и музыки связано с отчислением значительных сумм звуко- и кино- записывающим компаниям, но так как данные блага могут (после копирования) потребляться практически неограниченным числом потребителей без уменьшения полезности, которую каждый из них получает, и крайне сложно при массовых продажах ограничить доступ к ним других лиц, то это приближает упомянутые блага к общественным благам. Нормы авторского права должны находить баланс между стимулированием авторов к созданию произведений и положительным экономическим эффектом от свободного использования данных благ.

### Сухой закон
Масштабы неформальной экономики ликёро-водочного сектора позволяют представить следующие данные: в 1996 году мощности всех российских водочных заводов составляли 230 млн декалитров, а их официальная загрузка составляла 30 %, в то же время, за 1996 год в России было продано 214 млн декалитров водки и ликёроводочной продукции. Таким образом, около двух третей продаваемой водки были произведены нелегально.
Во время «полусухого» закона в СССР продажа одеколона возросла в полтора раза, реализация клея — более чем на 30 %, а жидкости для очистки стёкол — на 15 %. При этом, в связи со введёнными ограничениями, потребление спиртных напитков в пересчёте на этанол уменьшилось примерно на 40 %. Самопроизводство было сильно ощутимо в масштабах всей экономики — потребление сахара в связи с самогоноварением возросло на 20 %. Затраты на легальное получение алкогольных напитков складывались из сравнительно невысокой стоимости алкоголя и сильно возросших трансакционных издержек.

### Сквоттинг
В условиях жёстких ограничений на приобретение земли в собственность может развиваться её самозахват. Незаконный захват земли может производиться как одиночками, так и в массовом порядке. При этом особое внимание уделяется скорости возведения временных строений и ограждения. Люди, отчаявшиеся получить землю законным образом, заранее готовят запасы, стройматериалы, с тем чтобы успеть основать поселение до того, как им смогут помешать представители власти. Крупные поселения даже имеют подобие суда — его, обычно, совершает выбранный людьми лидер, который может также представлять поселение перед властями с тем, чтобы они его легализовали.

### Рэкет и государство
Сицилийские мафиози занимались рэкетом и крышеванием бизнеса на протяжении столетий, практически дублируя систему государственной власти. Само существование мафии в значительной степени основывалось на слабости государственной власти на исторически обособленном от Италии острове Сицилия и многовековой традиции. В период диктатуры Муссолини мафия практически была подавлена в условиях усилившегося диктаторского государства.
Однако в период после падения режима Муссолини, в послевоенный период, в связи с ослаблением роли центрального правительства, мафия опять стала играть доминирующую роль на острове. В конечном счёте, после стабилизации экономики Италии в 60-е годы и усилении роли государства, при участии религиозного ордена иезуитов был реализован оригинальный способ борьбы с мафией:
- воспитание кадров для региональных государственных и политических структур, которые осуществляли эту борьбу,
- конфискованные средства мафии направлялись в специальный фонд, и, например, в случае если мафиози сжигали лавку, мастерскую или магазин, хозяин которого отказывался платить им «за защиту», потери таких пострадавших компенсировались из этого фонда (даже с некоторым превышением).

Таким образом, были созданы условия, когда во властные структуры пришли люди, обеспечивающие реальное исполнение законов, создающих у людей экономические стимулы не поддерживать рэкет так, что мафиози не смогли больше осуществлять данную деятельность в прежних масштабах.